# Thryssa marasriae
Thryssa marasriae is een straalvinnige vis uit de familie van de ansjovissen (Engraulidae) en behoort derhalve tot de orde van haringachtigen (Clupeiformes). De vis kan een lengte bereiken van 6 cm. 

## Leefomgeving
De soort komt in zeewater en brak water voor tot een diepte van 50 m. De vis prefereert een tropisch klimaat en leeft hoofdzakelijk in de Arafurazee.

## Relatie tot de mens
In de hengelsport wordt er weinig op de vis gevist. 